# سیارک ۹۶۹۴
سیارک ۹۶۹۴ (به انگلیسی: 9694 Lycomedes، نامگذاری:6581P-L) نه هزار و ششصد و نود و چهارمین سیارک کشف شده‌است که در ۲۶ سپتامبر ۱۹۶۰ کشف شد.
قدر مطلق سیارک برابر ۱۰٫۵۰ است.